# Saison 5 de Naruto Shippuden
Pour un article plus général, voir Liste des épisodes de Naruto Shippuden.
Chronologie
Saison 4 de Naruto Shippuden Saison 6 de Naruto Shippuden

## Légende des tableaux
|  | Épisodes adaptés (sans couleur d'arrière plan) |

|  | Épisodes filler (hors manga) |

Légende : Les épisodes fillers (épisodes hors série exclusifs à l'animé qui ne sont pas dans les mangas) sont surlignés en couleur.

## Saison 5
Diffusée sur TV Tokyo entre le 9 avril 2009 et le 24 septembre 2009, elle contient 26 épisodes.

Diffusée en France sur Game One entre le 20 novembre 2009 et le 1er juillet 2010.
| No | Titre français                       | Titre japonais                         | Titre japonais | Date de 1re diffusion |
| No | Titre français                       | Kanji                                  | Rōmaji | Date de 1re diffusion |
| --- | ------------------------------------ | -------------------------------------- | --- | --------------------- |
| 103 | La Barrière à quatre faces           | 結界四方封陣                           | Kekkai Shihō Fūjin | 9 avril 2009          |
| Naruto, Saï, Kakashi et Shino sont chargés d'affronter Gozu et Guren, pendant que Lee, Tenten, Kiba et Yamato s'occupent des 3 subordonnés de Rinji. Pendant ce temps, Sakura, Ino, Hinata et Shizune sont chargées de sceller Sanbi, le démon à trois queues. Le second groupe de ninjas de Konoha se débarrasse facilement de leurs trois adversaires, alors que le premier groupe est toujours aux prises avec leurs deux ennemis. Mais deux membres de l'Akatsuki, Deidara et Tobi, se dirigent vers le même endroit. |                                      |                                        | |                       |
| 104 | La Destruction du cristal            | 晶遁崩し                               | Shōton kuzushi | 9 avril 2009          |
| Ayant accumulé assez de chakra, Shino et ses insectes détruisent facilement le shõton de Guren. Alors que Kakashi s'apprête à porter son Raikiri sur la jeune femme, Gozu se sacrifie et prend le coup à sa place. La disciple d'Orochimaru reprend conscience, mais ses souvenirs du passé refont surface. Elle découvre que c'est elle qui est responsable de la mort de la mère de Yûkimaru. Sachant également la vérité à ce sujet, Kabuto la fait chanter en menaçant de tout révéler au jeune garçon, mais lui promet de ne rien dire, à condition qu'elle obéisse à ses ordres. |                                      |                                        | |                       |
| 105 | Bataille aux frontières              | 結界攻防戦                             | Kekkai kōbōsen | 16 avril 2009         |
| Vaincus, les 3 hommes de main de Rinji s'écroulent d'épuisement. Déguisé en Rinji, Kabuto aide Guren à empêcher les filles de Konoha de sceller Sanbi. Malgré les renforts de Lee, Tenten, Naruto et Shino, ils réussissent à annuler la tentative de scellement. Mais le démon à trois queues neutralisent tous les ninjas avec un plongeon, qui sont emportés par le courant. Alors qu'il allait attaquer l'utilisatrice du shõton, Yûkimaru utilise ses pouvoirs pour le contrôler. |                                      |                                        | |                       |
| 106 | Le Camélia rouge                     | 赤い椿                                 | Akai tsubaki | 23 avril 2009         |
| Yûkimaru sauve Guren d'une attaque de Sanbi en utilisant ses pouvoirs. La jeune femme découvre l'attachement du jeune garçon pour elle, et pour se racheter d'avoir tué la mère de l'enfant, est prête à s'occuper de lui. Elle annonce ses intentions à Rinji, mais ce dernier la poignarde à la cuisse gauche. Revivant la même scène avec sa mère, l'enfant libère une nouvelle fois son chakra, mais n'a plus assez de forces pour contrôler le démon à queues. Malgré sa blessure, Guren combat le monstre, rejointe par Naruto, mais ils se font tous deux avaler. De leur côté, Kakashi et son équipe récupèrent Yûkimaru, au grand dam de Kabuto. |                                      |                                        | |                       |
| 107 | Une étrange alliance                 | 呉越同舟                               | Goetsudōshū | 30 avril 2009         |
| Inquiets pour leur camarade, Kakashi et son équipe partent à sa recherche. Avalé par Sanbi, Naruto se retrouve face-à-face avec Guren, mais cette dernière, blessée, perd connaissance. Kabuto rejoint les 3 subordonnés de Rinji, et les soigne avec le sceau maudit. Tourmentée par ses souvenirs, la jeune femme reprend consicence et découvre que Naruto l'a soignée. Ils discutent longuement et décident de s'allier temporairement afin de sortir du ventre du démon à queues. Yûkimaru, de son côté, apprend aux filles de Konoha que Naruto et Guren sont ensemble, à l'intérieur de Sanbi. |                                      |                                        | |                       |
| 108 | La Voie du camélia                   | 椿の道標                               | Tsubaki no michishirube (Le poteau indicateur du camélia)                                                                                 | 7 mai 2009            |
| Toujours à l'intérieur de Sanbi, Naruto et Guren cherchent un moyen de sortir du corps du monstre. Yûkimaru, accompagné de Kakashi, Yamato et Shino, conduit les ninjas de Konoha à l'endroit où se trouve le démon à trois queues. Pendant ce temps, Lee, Tenten et Kiba doivent encore affronter les 3 hommes de main de Rinji, revigorés par le sceau maudit et devenus plus forts que jamais. Naruto et Guren sont confrontés à leurs peurs à l'intérieur de Sanbi, mais la seconde réussit à les surmonter et aide le premier à en faire de même. Elle finit par se confier à Naruto, en lui disant la vérité sur la mort de la mère de Yûkimaru. Naruto la sauve d'une longue chute et ils sortent ensemble du corps de Sanbi, aidés par Kakashi et Yamato et grâce aux camélias envoyés par Yûkimaru. |                                      |                                        | |                       |
| 109 | Nouvelle tentative de scellement     | 呪印の逆襲                             | Juin no gyakushū | 14 mai 2009           |
| Kakashi et son équipe ont réveillé Sanbi, après avoir détruit la dimension permettant à Naruto et Guren de sortir du corps du monstre. Sakura et les trois autres filles de Konoha retentent le scellement. Yûkimaru est confié à Saï, mais celui-ci se fait attaquer et neutraliser par les sbires de Rinji, qui récupèrent l'enfant pour le ramener à Kabuto. Mais ces derniers subissent les effets secondaires de leur sceau maudit, et le bras droit d'Orochimaru leur donne des pilules pour stopper ces effets. Lee, Tenten et Kiba se sont réfugiés sous Terre pour éviter l'attaque de leurs ennemis. Ils retrouvent Saï, inconscient, et l'aident. Kakashi, Yamato et Shino affrontent, à leur tour, Kigiri, Kihô et Nurari. Kabuto oblige Yûkimaru à manger les pilules afin de contrôler Sanbi. Les quatre filles de Konoha, ayant du mal à contenir le sceau de scellement, reçoivent un renfort inattendu... |                                      |                                        | |                       |
| 110 | Obscur Souvenir                      | 罪の記憶                               | Tsumi no kioku (Souvenir d'une faute) | 21 mai 2009           |
| Katsuyu, invoquée par Tsunade, prête main-forte à l'équipe de scellement. Naruto et Guren sont en route pour rejoindre Yûkimaru. La jeune femme s'inquiète par rapport à la réaction du jeune garçon s'il apprend la vérité sur la mort de sa mère, mais le ninja de Konoha la rassure. Kakashi, Yamato et Shino se débarrassent de leurs adversaires, et rejoignent les filles de Konoha, sans savoir que Nurari utilise sa technique de «Pantins Cadavériques» pour absorber ses deux compères, morts. Kabuto tente d'injecter un produit mortel à Yûkimaru, mais Guren l'en empêche. Le bras droit d'Orochimaru finit par dévoiler la vérité sur la mort de la mère du jeune garçon à ce dernier. Cependant, malgré cette révélation, Yûkimaru pardonne sa nouvelle mère adoptive. Ils s'avouent leur amour familial et se prennent mutuellement dans les bras. Naruto fait une entaille au visage de Rinji, qui se révèle être Kabuto. |                                      |                                        | |                       |
| 111 | La Promesse rompue                   | 砕かれた約束                           | Kudakareta yakusoku | 28 mai 2009           |
| Kabuto, qui affronte Naruto, invoque l'âme nécromancienne de Rinji, qui neutralise facilement Guren avec ses chauve-souris. Elle s'enferme dans son propre cristal avec son ennemi, faisant le grand plongeon dans l'océan. Cela réveille la colère de Yûkimaru, qui libère sa pleine puissance et brise le sceau de scellement des quatre filles de Konoha avec Sanbi. Naruto invoque Gamakichi et Gamatatsu, et combine son chakra avec eux, pour créer l'«embasement de l'huile» (Gamatatsu lance l'huile et Gamakichi le Kâton) sur Sanbi. Affaibli, Yûkimaru s'écroule, récupéré par Naruto. |                                      |                                        | |                       |
| 112 | Un endroit où rentrer                | 帰るべき場所                           | Kaerubeki basho | 4 juin 2009           |
| [Chapitres 317-318 + filler] — Shizune soigne Yûkimaru, et Hinata découvre que les canaux de chakra du jeune garçon sont coupés, ce qui veut dire qu'il ne peut plus contrôler Sanbi. Naruto culpabilise, car il se sent responsable de ce qui est arrivé à Guren. Tsunade ordonne alors aux ninjas de Konoha de rentrer au village, par le biais de Katsuyu. Durant la nuit, Gôzu sauve Guren et explique les raisons pour lesquelles il lui est dévouée : un jour, après avoir été enfermé au cachot, à la suite d'une expérience d'Orochimaru, et alors qu'il allait mourir de déshydratation, la jeune femme lui a offert une gorgée d'eau, et il a pu survivre. À ce moment-là, Yûkimaru se réveille et part retrouver sa mère adoptive et Gôzu. Réveillé à son tour, Naruto découvre l'absence du jeune garçon. Il part à sa recherche, mais ne le retrouve pas. Il découvre le camélia cristallisé sans fissure, et comprend alors que Guren est toujours vivante et que Yûkimaru l'a retrouvée. Le lendemain matin, Gôzu, Guren et Yûkimaru partent ensemble, reconnaissants envers les ninjas de Konoha. Pendant ce temps, Deidara et Tobi battent Sanbi et réussissent à le capturer. Note : cet épisode clôt l'arc filler de Sanbi.                                                                             |                                      |                                        | |                       |
| 113 | Le Disciple du serpent               | 大蛇の瞳孔                             | Daija no dōkō (Les pupilles du serpent)                                                                                                   | 11 juin 2009          |
| [Chapitre 343] — Après des années d'attente, Orochimaru jubile : ses souffrances vont bientôt prendre fin, car il va pouvoir s'emparer du corps de Sasuke. Kabuto et lui discutent justement au sujet du frère cadet d'Itachi, de la rencontre jusqu'à son arrivée. À la grande surprise du Sannin, Sasuke s'attaque à lui, l'obligeant à dévoiler sa véritable nature : un grand serpent aux écailles blanches. Note : cet épisode débute l'arc majeur de la recherche d'Itachi Uchiwa. |                                      |                                        | |                       |
| 114 | Dans l'œil du faucon                 | 鷹の瞳                                 | Taka no hitomi (Les prunelles du faucon)                                                                                                  | 18 juin 2009          |
| [Chapitres 344 à 346] — Après un long flash-back d'Orochimaru grâce auquel on comprend pourquoi il convoite tant le Sharingan, Orochimaru décide d'entamer le rituel de sa réincarnation, mais Sasuke le fait perdre à son propre jeu en l'enfermant dans son corps. Au loin, Anko, Naruto, Tsunade, Jiraya et puis Itachi ressentent la disparition du Sannin. |                                      |                                        | |                       |
| 115 | L'Épée de Zabuza                     | 再不斬の大刀                           | Zabuza no daitō (La grande épée de Zabuza)                                                                                                | 25 juin 2009          |
| [Chapitres 346-347] — Après avoir tué Orochimaru, Sasuke délivre Suigetsu Hôzuki de sa prison d'eau. Tous deux se rendent au Pays des Vagues pour prendre l'épée du défunt Zabuza. Mais arrivés là-bas, il n'y a plus d'épée. Un habitant leur apprend que l'épée a été prise par un homme nommé Tenzen Daikoku. Ils se rendent dans son palais et éliminent les soldats. Suigetsu prend l'épée et tue Tenzen. Sasuke et Suigetsu se dirigent vers la prison de fer afin d'intégrer Karin à leur équipe. Note : cet épisode débute l'arc mineur de la formation de Hebi. |                                      |                                        | |                       |
| 116 | Karin du repaire du sud              | 鉄壁の番人                             | Teppeki no bannin (Le gardien de la prison de fer)                                                                                        | 2 juillet 2009        |
| [Chapitre 348] — Sasuke et Suigetsu arrivent au repaire Sud pour enjoindre Karin, ancienne collaboratrice d'Orochimaru, à se joindre à eux. En effet, celle-ci a une capacité spéciale qui intéresse beaucoup Sasuke. Après avoir refusé une première fois, Karin se rend compte qu'elle est attirée par Sasuke et prétexte une affaire à régler au repaire Nord pour pouvoir les suivre, malgré son antipathie non masquée envers Suigetsu. Après avoir libéré les prisonniers, ils partent aller chercher le dernier membre de l'équipe au repaire Nord : Jûgo. |                                      |                                        | |                       |
| 117 | Jûgo du repaire du nord              | 北アジトの重吾                         | Kita ajito no Jūgo | 9 juillet 2009        |
| [Chapitres 349 à 351] — Karin explique à ses deux compagnons pourquoi le repaire Nord est si dangereux et redouté. C'est là qu'Orochimaru menait ses expériences sur les sujets les plus dangereux. Elle explique que Jûgo est le porteur original des enzymes utilisées pour créer le sceau maudit, habilité qui le rend fou furieux lorsqu'il fait des crises. En arrivant, ils sont attaqués par de nombreux prisonniers au stade 2 de la marque maudite, dont ils se défont rapidement. Sasuke libère alors Jûgo qui l'attaque immédiatement pour le tuer ; il lui dit vouloir juste parler. Pendant ce temps, Naruto et Sakura sont mis au courant de la mort d'Orochimaru et de la volonté de Sasuke de continuer à poursuivre son but, sans revenir à Konoha. |                                      |                                        | |                       |
| 118 | L’Équipe au complet                  | 結成！                                 | Kessei! (Formation !) | 23 juillet 2009       |
| [Chapitres 351-352] — Après avoir appris que son ami Kimimaro, le seul pouvant le contenir durant ses crises, est mort pour Sasuke, Jûgo accepte de suivre ce dernier et ses compagnons. Sasuke lui promet de l'aider à maîtriser ses pulsions et de le rendre libre. Sasuke annonce à son équipe son but : tuer Itachi. Il nomme le groupe Hebi (qui signifie serpent). Pendant ce temps, Naruto et Sakura font pression pour partir à la recherche d'Itachi afin de retrouver la trace de Sasuke. Note : cet épisode clôt l'arc mineur de la formation de Hebi. |                                      |                                        | |                       |
| 119 | Chroniques de Kakashi - 1re partie   | カカシ外伝～戦場のボーイズライフ～前編 | Kakashi gaiden - Senjō no bōizuraifu - Zenpen (Les anecdotes de Kakashi - La vie d'un jeune garçon sur le champ de bataille - 1re partie) | 30 juillet 2009       |
| [Chapitres 239 à 241] — L'histoire se passe 10 ans auparavant, lors de la 3e grande guerre du monde ninja. Kakashi est un jeune homme tout juste promu jōnin, qui fait équipe avec ses compagnons Lin et Obito, sous les ordres de Minato Namikaze, futur 4e Hokage. Du fait du manque d'effectif, Kakashi est amené à mener ses compagnons sur une mission difficile. Juste avant de se séparer de leur sensei requis pour une autre mission, ils rencontrent un éclaireur ennemi, sur lequel Kakashi teste sa toute nouvelle technique, les Mille oiseaux, mais il manque de se faire tuer. Minato le sauve et tue le ninja ennemi, lui demandant de ne pas utiliser cette technique qui l'aveugle et l'empêche de voir les mouvements ennemis. La nuit qui suit, Minato explique à Obito comment le père de Kakashi, un ninja de génie, s'est suicidé des suites d'une disgrâce, parce qu'il n'avait pas suivi la règle faisant passer la réussite de la mission avant la vie de ses coéquipiers. C'est pourquoi Kakashi est si attaché aux règles et si dur avec Obito. Le lendemain, Lin est enlevée par les ninjas ennemis et Kakashi décide de poursuivre la mission sans elle. Furieux, Obito part chercher Lin seul.                                                                                              |                                      |                                        | |                       |
| 120 | Chroniques de Kakashi - 2e partie    | カカシ外伝～戦場のボーイズライフ～後編 | Kakashi gaiden - Senjō no bōizuraifu - Kōhen (Les anecdotes de Kakashi - La vie d'un jeune garçon sur le champ de bataille - 2e partie)   | 30 juillet 2009       |
| [Chapitres 242 à 244] — Obito retrouve Lin, mais se fait attaquer brusquement par un ennemi capable de se rendre invisible. Kakashi, qui a changé d'avis, arrive et le sauve, mais perd son œil gauche en prenant le coup d'épée à la place d'Obito. Tout à coup, le jeune Uchiwa éveille son Sharingan et tue l'ennemi qu'il est maintenant capable de détecter. Ils se précipitent dans la grotte, où Lin est maintenue sous l'influence d'un genjutsu, et affrontent le dernier ninja ennemi quand soudainement, celui-ci fait s'effondrer la grotte. Lin et Kakashi évitent les roches qui tombent, mais Obito se fait écraser. À l'article de la mort, il demande à Lin de greffer son Sharingan à Kakashi pour devenir son œil et remplacer celui qu'il a perdu. Avec le Sharingan qui lui permet d'anticiper les mouvements ennemis, les Mille oiseaux de Kakashi est enfin une technique complète. Il s'en sert pour supprimer l'ennemi, toujours dans les parages, et s'apprête à s'enfuir avec Lin quand de nombreux renforts ennemis arrivent. En se servant du kunaï spécial que son sensei lui a offert, Kakashi invoque ce dernier sans le savoir juste avant de s'évanouir. Quand il se réveille, tous les ennemis sont morts et la mission est terminée ; son sensei le veille et Lin regarde les étoiles. |                                      |                                        | |                       |
| 121 | Ceux qui changent les choses         | 動き出すものたち                       | Ugokidasumono-tachi | 6 août 2009           |
| [Chapitres 353-354] — Kisame et Itachi se dirigent vers une des caches d'Akatsuki avec le jinchūriki de Yonbi tout juste vaincu par Kisame. Pain convoque Akatsuki et leur apprend la mort d'Orochimaru tué par Sasuke. Ils décident de sceller Sanbi et Yonbi, avant de s'occuper de Sasuke et de son équipe, chose que Deidara tient à faire particulièrement. Pendant ce temps, l'équipe Hebi se dirige vers une cache d'armes des Uchiwa pour s'approvisionner et sont accueillis par les chats de la cité abandonnée et leur maîtresse. Kakashi rassemble Naruto, Sakura, Saï, Yamato et les trois jeunes chūnin de l'équipe Kurenaï, Hinata, Kiba et Shino, afin de partir à la recherche d'Itachi. |                                      |                                        | |                       |
| 122 | À la recherche d’Itachi              | 探索                                   | Tansaku (Recherche) | 13 août 2009          |
| [Chapitres 355 à 357] — Pendant que Naruto et les autres partent avec les chiens ninjas de Kakashi, Hebi s'éparpille pour rechercher des informations sur Itachi. Sakura passe à côté de Karin alors que Hinata, Yamato et Naruto rencontrent Kabuto qui leur donne un livre avec des informations sur l'Akatsuki. Il révèle alors qu'il a transplanté une partie du corps d'Orochimaru en lui. Ailleurs, Sasuke est confronté par Tobi et Deidara et se prépare à livrer bataille contre eux. Note : cet épisode débute l'arc mineur de Deidara contre Sasuke. |                                      |                                        | |                       |
| 123 | La Confrontation!                    | 激突！                                 | Gekitotsu! (Choc violent !) | 20 août 2009          |
| [Chapitres 356 à 359] — Sasuke attaque Tobi et Deidara, cherchant à obtenir des informations sur Itachi. Deidara réplique avec ses techniques explosives C1. Devant l'aisance de Sasuke à éviter les explosions, Deidara utilise l'une de ses créations, le dragon C2, en travaillant avec Tobi pour créer un champ de mine. Sasuke déjoue leurs plans et Deidara n'a d'autres choix que d'utiliser sa carte maîtresse qui était destinée à Itachi, le Garuda C4. |                                      |                                        | |                       |
| 124 | L'art est une explosion              | 芸術                                   | Geijutsu (Art) | 27 août 2009          |
| [Chapitres 360 à 362] — Comme le Garuda C4 de Deidara détone, Sasuke périt. Convaincu d'avoir gagné, Deidara baisse sa garde et se fait percer par le Chidori de Sasuke. Après avoir été demandé comment il avait survécu, Sasuke révèle qu'il n'a jamais été blessé et que Deidara était sous son Genjutsu. Deidara tente de tuer Sasuke, mais il est induit en erreur par son Sharingan à nouveau. Épuisé par le combat, Sasuke désactive son Sharingan. Furieux d'être moqué, Deidara dévoile son attaque finale, en utilisant une bombe de vie et se fait exploser dans cette tentative pour tuer Sasuke. |                                      |                                        | |                       |
| 125 | Sur les traces de Sasuke             | 消失                                   | Shōshitsu (Disparition) | 3 septembre 2009      |
| [Chapitres 363-364] — Après avoir remarqué l'explosion, Suigetsu invoque Manda. Il découvre ensuite que Sasuke s'était servi de lui pour échapper à l'explosion. Incapable de survivre, Manda meurt de ses blessures, et Zetsu informe les membres restants de la mort de Sasuke, Deidara et Tobi. Naruto et les autres se rendent au cratère, et en utilisant les compétences de Kiba, ils commencent à traquer les odeurs de Sasuke. Ailleurs, le chef de l'Akatsuki, Pain, et sa partenaire, Konan, reçoivent par un homme mystérieux l'ordre de capturer Kyûbi. Le groupe de Sasuke s'arrête à une auberge, afin que celui-ci récupère de son combat contre Deidara. Note : cet épisode clôt l'arc mineur de Deidara contre Sasuke et l'arc majeur de la recherche d'Itachi. |                                      |                                        | |                       |
| 126 | Rencontre avec Itachi                | 黄昏                                   | Tasogare (Crépuscule) | 10 septembre 2009     |
| [Chapitres 365-366-367] — Konoha poursuit toujours Sasuke et son groupe. Pendant que Naruto discute avec Itachi, Jiraya annonce à Tsunade qu'il a débusqué le leader de l'Akatuski et qu'il compte le capturer. Après quelques souvenirs nostalgiques et quelques verres, Jiraya finit par aller en direction d'Ame, le village caché de la Pluie, où le leader de l'Akatsuki se cache. Note : cet épisode débute l'arc du destin de Jiraya. |                                      |                                        | |                       |
| 127 | Les Aventures de Jiraya - 1re partie | ド根性忍伝～自来也忍法帖～前編         | Dokonjō ninden - Jiraiya ninpōchō - Zenpen (La légende d'un ninja déterminé - Les rouleaux ninjas de Jiraya - 1re partie)                 | 24 septembre 2009     |
| C'est l'histoire de la jeunesse de Jiraya, à la recherche de sa destinée : sa découverte du Mont Myôboku, ses voyages, sa formation avec le 3e Hokage et ses condisciples Orochimaru et Tsunade et sa vie durant la 3e grande guerre ninja. NB : de nombreux faits relatés dans cet épisode sont une invention des scénaristes de l'Anime et ne font pas partie de l'histoire du manga original. |                                      |                                        | |                       |
| 128 | Les Aventures de Jiraya - 2e partie  | ド根性忍伝～自来也忍法帖～後編         | Dokonjō ninden - Jiraiya ninpōchō - Kōhen (La légende d'un ninja déterminé - Les rouleaux ninjas de Jiraya - 2e partie)                   | 24 septembre 2009     |
| [Chapitres 369, 372-373] C'est l'histoire de Jiraya en mission au village de la Pluie avec Orochimaru et Tsunade où ils furent nommés les Sannin légendaires de Konoha par Hanzô la Salamandre. Ils y rencontrent trois orphelins tentant de survivre, que Jiraya reste entraîner durant 3 ans ; il découvre alors sur l'un d'eux, Nagato, un dōjutsu légendaire : le Rinnegan. Quelques années après son retour à Konoha, la guerre fait toujours rage et Jiraya apprend la mort de ses anciens élèves. Déçu, mais toujours à la recherche de sa destinée, il forme Minato Namikaze qui deviendra le 4e Hokage et conduira Konoha à la victoire lors de la 3e grande guerre ninja. Lorsque Minato lit « La légende d'un fougueux ninja », premier livre de Jiraya, il admire la ténacité du héros qui lui rappelle son sensei, et décide de donner à son futur enfant le nom de ce héros : Naruto, faisant de Jiraya le parrain de ce dernier. |                                      |                                        | |                       |